# Jean Dupuy (artiste)
Pour les articles homonymes, voir Jean Dupuy et Dupuy.
Jean Dupuy est un artiste français né le 22 novembre 1925 à Moulins (Allier) et mort le 4 avril 2021 à Nice, (Alpes-Maritimes)

## Biographie
En 1944-45, études à l'École des beaux-arts de Paris, section architecture. Après un an, Jean Dupuy arrête ses études d’architecture pour se consacrer entièrement à la peinture. Il réalise alors des peintures figuratives, jusqu’à la fin des années 1940. Au cours des années 1950, Jean Dupuy se lie d’amitié avec le peintre Jean Degottex et rejoint le groupe des peintres de l’Abstraction lyrique.
En 1955, Salon de la jeune peinture, au Musée d'art moderne de la ville de Paris. En 1957, exposition de groupe à la galerie Paul Facchetti, Paris. En 1958, première exposition personnelle à la galerie A.G., Paris, exposition de groupe au Salon Réalités Nouvelles, au Musée d'art moderne de la ville de Paris.
Entre 1961 et 1965, les galeries Aujourd’hui, Bruxelles, Paul Facchetti, Paris, NOS, Duisburg (Allemagne), Butterbach, Luxembourg, et l’Ateneo de Madrid, lui consacrent des expositions personnelles. Il participe parallèlement à de nombreuses expositions collectives : à la galerie Paul Facchetti, Paris, en 1961 et 1965 ; Donner à voir no 2 à la galerie Creuze, Paris, en 1962 ; au Salon Comparaison au Musée d’Art Moderne de la Ville de Paris, chaque année de 1962 à 1965 ; L’art contemporain au Grand Palais, Paris ; aux Musées d’Art Moderne d’Anvers, de Bruges et de Gand en Belgique ; à la galerie Legendre, Paris, en 1963 ; Siete pintores de Paris avec Jean Degottex, Françoise Janicot, Yves Klein, Georges Mathieu, Henri Michaux et Joseph Sima à l’Ateneo de Madrid, en 1964, et à la galerie Metras, Barcelone, en 1965 ; à la galerie Riquelme, Paris ; Trois peintres avec René Duvillier et Nasser Assar à la galerie ARGOS, Nantes ; à la galerie Aux rois d’Aragon, Perpignan, et à Rencontre VI, Sigean, en 1964 ;  à la galerie Blome, Wanne-Eickel (Allemagne) ; au Salon de mai, au Musée d'art moderne de la ville de Paris et au Musée d'art moderne de Céret, en 1965. 
En 1966, Jean Dupuy réalise douze sculptures qui composent le décor d’un plateau de télévision, à Paris. La télévision française réalise  et diffuse un film d’une demi-heure sur l’artiste, dans son atelier. Depuis quelques années, des collectionneurs, surtout étrangers, acquièrent ses peintures. Parmi eux, un groupe d’américains l’invite à investir le show-room New Yorkais de « Knoll associates Inc. » (design mobilier) pour une exposition personnelle. Très marqué par ce séjour et de plus en plus insatisfait de sa pratique picturale, Jean Dupuy décide à son retour d’abandonner la peinture et de s’installer à New York.
En 1967, il détruit une grande partie de ses toiles avant de quitter Paris pour les États-Unis.  Exposition personnelle dans le cadre d’un festival d’art contemporain à l’université de Rouen.
En 1968, à la suite d’une « cascade de coïncidences », selon ses propres termes, Jean Dupuy réalise son œuvre Cône pyramide ;  parallélépipède en bois et verre au cœur duquel un carré de caoutchouc est éclairé par un projecteur et sur lequel repose un pigment organique rouge (Lithol Rubine de très faible densité : 1,56). Un haut-parleur, placé sous le carré de caoutchouc, est relié à un stéthoscope électronique. Les pulsations cardiaques du spectateur servent de moteur à la machine. Amplifiées par le système électro-acoustique, elles font vibrer la membrane de caoutchouc et propulsent dans l’air, en rythme, la poussière qui définit dans le rayon de lumière, par un effet d’optique, une forme à la fois circulaire au sommet et pyramidale à la base. Cette sculpture de poussière remporte le concours lancé par Experiments in Art and Technology, dirigée par Robert Rauschenberg et Billy Klüver. Exposée au MoMA, dans le cadre de l’exposition The Machine as Seen at the End of the Mechanical Age organisée par Pontus Hultén, elle est présentée simultanément au Brooklyn Museum, à l’occasion de  l’exposition Some More Beginnings. Ileana Sonnabend achète alors une version du Cône Pyramide et invite Jean Dupuy à rejoindre la galerie qu’elle dirige, où il restera jusqu’en 1973. Durant ces années, avec l’aide financière d’Ileana Sonnabend, il s’engage dans une pratique technologique de l’art, pour mieux révéler à l’observateur des éléments d’ordinaire invisibles. 
Durant les années 1969-1972, la galerie I. Sonnabend lui consacre quatre expositions, deux à New York, et deux à Paris. Jean Dupuy se voit également proposer plusieurs expositions personnelles dans les institutions telles que le Whitney Museum et le MoMA, à New York ; les Musées d’Art Moderne de San Francisco et de Detroit ; l’A.R.C., Musée d'art moderne de la ville de Paris ; le Musée et le Théâtre de l’Alhambra de Bordeaux, dans le cadre de S.I.G.M.A. Il expose aussi à la Hayden Gallery, MIT, Boston ; à l’Université d’État de Buffalo, New York. ; au Connecticut College for Women ; à l’Université de St Thomas, Houston ; à la W.P.A. Gallery, Washington D.C ; à la Galleria Toselli, Milan...Il participe à diverses expositions collectives aux États-Unis, en France, en Australie et en Belgique. Parallèlement, il enseigne deux ans à la School of Visual Arts de New York, de 1970 à 1972.
En 1969, Jean Dupuy est contacté par Jane Livingstone, journaliste et commissaire d’exposition, et Maurice Tuchman, conservateur du County Museum of Art de Los Angeles, pour participer au programme A & T (Art & Technology). Ayant pour objet l’association d’artistes et industries, ce projet aboutit, en 1971, à une exposition au musée de Los Angeles à laquelle participent notamment Robert Rauschenberg, Andy Warhol, Claes Oldenburg, Tony Smith, Richard Serra et Robert Whitman. Jean Dupuy profite de l’opportunité qui lui est offerte de travailler avec « Cummins Engine Company » -première entreprise américaine de moteur Diesel- pour dénoncer cette industrie, lobby de la guerre du Vietnam. Il propose à « Cummins Engine Company » de rendre visible, dans un moteur Diesel en état de marche, les quatre éléments naturels (Fire, Earth, Water, Air). L’œuvre ainsi intitulée FEWAFUEL relève un défi mécanique dont la portée politique échappe, dans la phase de réalisation, à la direction de la compagnie. Se retrouvant à exposer les débris polluants de ses propres moteurs, « Cummins Engine Company » contraint finalement le musée à retirer, quelques jours après le vernissage, FEWAFUEL de l’exposition. En échange de cette rupture de contrat, l’entreprise fait don à l’artiste de cette œuvre, aujourd’hui remise en état de marche et propriété du F.R.A.C. Bourgogne.
En 1972, l’exposition 72/72 au Grand Palais à Paris, présente trois œuvres de Jean Dupuy, dont Ear, une œuvre qui permettait au visiteur, à l’aide d’un système de fibres optiques, de voir l’intérieur de ses oreilles.

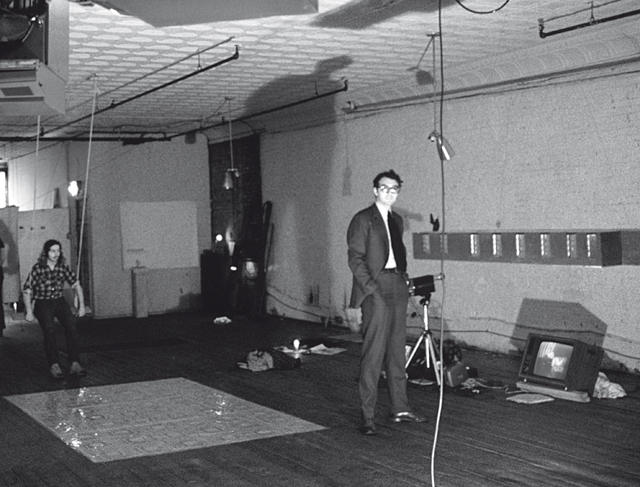

En 1973, i quitte la galerie I. Sonnabend et organise, dans son loft, son premier Group show, intitulé About 405 East 13th street en réaction à la spéculation du marché de l’art. Première édition d’un événement remarqué par la presse, qui aura lieu les deux années suivantes, en 1974 et 1975. Dans la même année, il compose à partir du libellé « American Venus Unique Red » imprimé sur son crayon, « Univers Ardu en Mécanique » : sa première anagramme. En 1974, il organise une soirée de performances intitulée Soup & Tart à The Kitchen, New York. Il invite alors, au cours d’un dîner de trois cents personnes, une quarantaine d’artistes à réaliser des performances n’excédant pas deux minutes. Encouragé par Olga Adorno, il multiplie les projets collectifs qui auront lieu à Judson Church, dans les galeries J. Yu, 112 Green Street, E. Sragow, Fine Art Building, 3 Mercer Street, au P.S. 1 Contemporary Art Center, au Whitney Museum et dans son Grommet Studio, qui sera un lieu de workshop permanent jusqu’en 1980. 
En 1976, il expose à la Akademie der Künste de Berlin, à l’occasion de l’exposition Soho show. À partir de cette année-là, il se lie d’amitié avec George Maciunas qu’il rencontre à Soho. J. Dupuy habitera l’atelier de ce dernier lors de son départ en 1977 pour le Massachusetts. Entre 1976 et 1978, il invite un grand nombre d’artistes à réaliser des suites de performances courtes filmées, constituant une série de vidéos intitulées : Chant a cappella avec Gigliotti ; Artists Propaganda  I et II et Artists Shorts avec Defess ; La pub et Artists Propaganda III, dans les studios du Centre Pompidou, Paris.
En 1978, exposition personnelle à la galerie Marian Goodman, New York. Cette année est marquée par la disparition de trois de ses amis George Maciunas, Gordon Matta-Clark et André Cadere. Le 16 octobre de cette année, Jean Dupuy organise avec la collaboration du Centre Georges Pompidou, Art Performances/Minute dans les salles du Louvre, à Paris. Naissance d’Augustin, fils d’Olga Adorno et Jean Dupuy. En 1979, il décide de mettre un terme à l’organisation de performances collectives, et se consacre davantage à la création d’objets et aux recherches anagrammatiques. En 1980, il participe à l’exposition Für augen und ohren à l’Akademie der Kunste de Berlin et Écouter par les yeux, organisée à l’A.R.C., Musée d'art moderne de la ville de Paris. Il organise alors ses dernières performances collectives, Grommets #5 et Art sur Loire avec Jacques Halbert. En 1981-82, il participe à l’exposition Soundings au Neuberger Museum, New York. En 1981, la galerie de l’Ancienne Poste, à Calais ainsi que la galerie Jean-Claude Riedel, à Paris lui consacrent respectivement une exposition personnelle. Entre 1981 et 1982 il travaille à nouveau à la galerie J.C. Riedel en réalisant une exposition avec Jacques Monory, intitulée Duo et une seconde exposition monographique l’année suivante intitulée Leo’s clock.
À partir des années 1980 il participe à de grandes expositions Fluxus, notamment au Musée de Wiesbaden en 1982 puis en 2002.

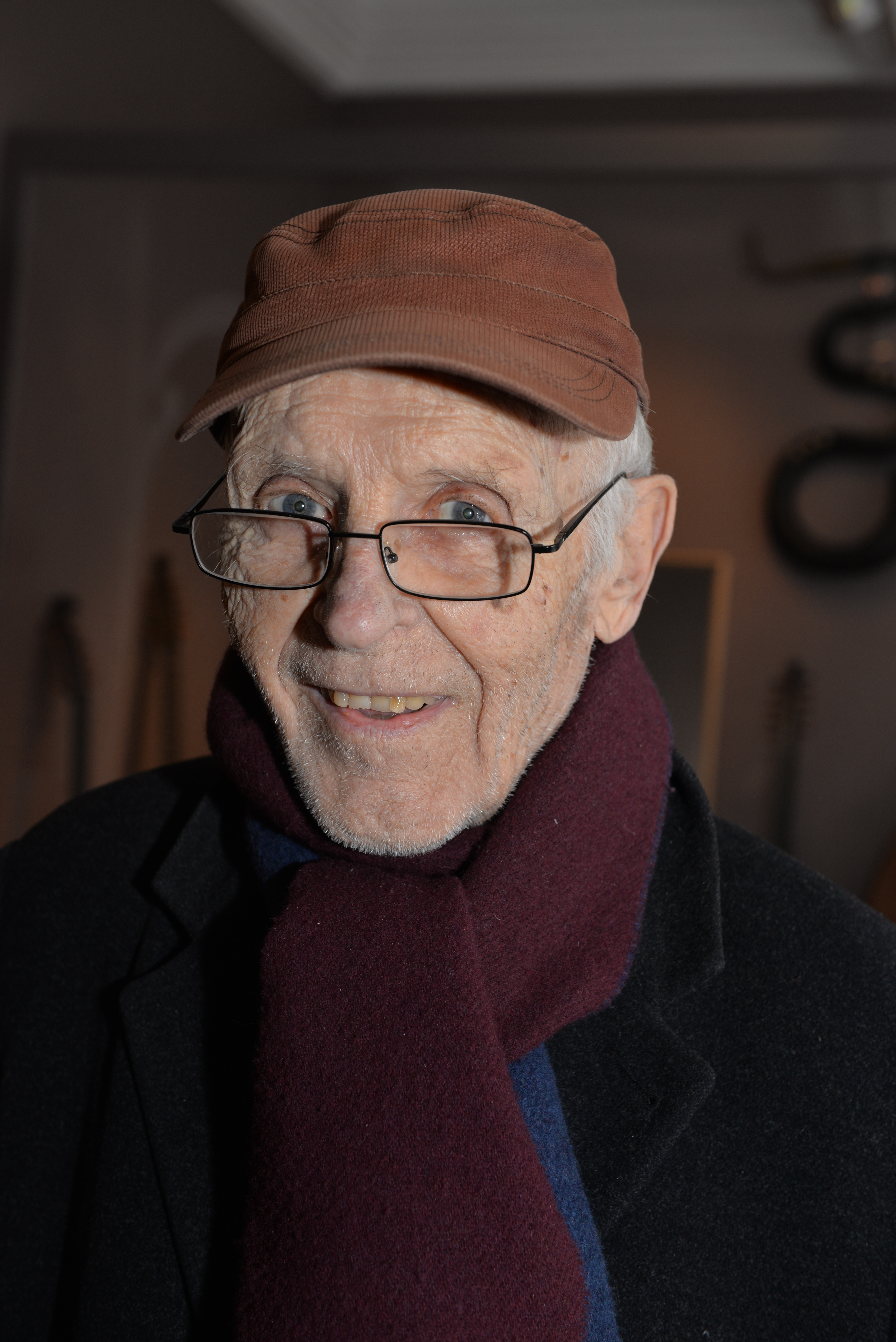
Jean Dupuy au Palais Lascaris à Nice en décembre 2017.

En 1984, il quitte New York, et s’installe à Pierrefeu dans l’arrière-pays niçois, où il écrit son premier livre d’anagrammes: Ypudu, Anagrammiste (édité par C. Xatrec, 1987). Il réalise également de grandes peintures anagrammatiques sur toiles et différents objets utilisant souvent optiques et moteurs. Il commence également à réaliser des œuvres composées par des cailloux et galets ramassés au gré de ses promenades. Participe à l’exposition Electra, au Musée d'art moderne de la ville de Paris. Entre 1985 et 1987, il est invité par René Block, à faire une résidence à Berlin -dans le cadre du programme des artistes étrangers à Berlin du DAAD- durant laquelle il participe à la manifestation Musik und sprache, en 1986, et au terme de laquelle il publie le livre LEON. Entre 1988 et 1991, il passe six mois par an en résidence à Vérone et au bord du lac de Garde, en Italie, chez le mécène, collectionneur et éditeur Francesco Conz qui produit, édite et vend de nombreuses pièces. En 1990, Jean Dupuy participe à l’exposition Pianofortissimo qui a lieu à la Fondation Mudima, Milan ainsi qu’à la Biennale de Venise.
En 1993, il participe à Artec’93 au City Art Museum de Nagoya, au Japon et intègre l’exposition permanente Curios & Mirabilia au Château d’Oiron. Emmanuel Latreille propose, en 1995 et par l’intermédiaire du F.R.A.C. Auvergne puis du F.R.A.C. Bourgogne, deux expositions personnelles. La première, Seconde vue, sera présentée au Château de Chareil- Cintrat dans l'Allier et la seconde, intitulée Oh ! Ce court tour tourne court, sera présentée au F.R.A.C. Bourgogne. En 1996, il participe à l’exposition L’informe, au Centre Pompidou. En 1998, il expose au MAMCO de Genève à l’occasion de son exposition On ne se perd pas de vue. En 1999, le FRAC Bourgogne organise une nouvelle exposition personnelle : Dupuy chez Conz. Au début des années 2000, il se rend régulièrement à Montréal où il travaille avec la galerie Clark.
En 2002, il expose au Musée de Gènes, en Italie.
Plusieurs expositions personnelles lui sont consacrées en 2003 : Looking at stones, à la galerie Emily Harvey, New York ; Analogies, à la galerie Clark, Montréal, ainsi que Cailloux, à la galerie Interface, Dijon. Il participe également à Dust memories, au Swiss Institute de New York.
En 2004, Ça tourne en rond, exposition personnelle à la galerie Philippe Pannetier, à Nîmes. Il participe à diverses expositions de groupe notamment: Nous n'irons pas à Leipzig ! en 2006, à la galerie des multiples, Paris ; Varia Naturalia à la galerie Vasistas, Montpellier, dans le cadre du cycle d’expositions intitulé Chauffe Marcel organisé par le F.R.A.C. Languedoc-Roussillon en 2006.
Entre 2004 et 2007, les œuvres de Jean Dupuy sont exposées, chaque année, par le F.R.A.C. Bourgogne dans des expositions collectives : L’art à Lire, en 2004 ; Nues & Nu, en 2005 ; Présentation d’œuvres de la collection, en 2006 et Flux, en 2007. 2007-08, expositions personnelles au Musée d'art moderne et d'art contemporain de Nice et à Semiose galerie, Paris. Été 2008 : En quatrième vitesse, exposition des peintures des années 1950 et 1960 à la Villa Tamaris, La Seyne-sur-Mer ; À la bonne heure, exposition monographique à la Villa Arson, Nice.
A partir de 2010, il est représenté par la galerie Loevenbruck. Il y expose en 2013.

## Publications

### Monographies
- 1981 - Calais pas de calais, Galerie de l'Ancienne Poste, Calais, 48 pages, noir et blanc.
- 1987 - Ypudu anagrammiste, Christian Xatrec publication, New York, 192 pages, noir et blanc et couleur,  (ISBN 0-9619605-0-7).
- 1989 - Léon, Édition Rainer Verlag, Berlin, avec le soutien du Berliner Künstlerprogramm des Daad (Office allemand d'échanges universitaires), 85 pages, couleur,  (ISBN 3-88537-098-0).
- 1990 - Un anagrammiste atteint de palilalie, J & J Donguy, Paris, 25 pages, couleur.
- 1994 - Catalogue raisonnable de quelques œuvres de Léon Bègue, J & J Donguy, 49 pages, couleur.
- 1994 - Le hasard, c'est moi, J & J Donguy, Paris, 50 pages, couleur.
- 1995 - Oh ! Oh ! Ah ?, Galerie Le Regard Sans Cran d'Arrêt, Dunkerque, Édition à 1000 exemplaires, 38 pages, couleur.
- 1995 - Seconde vue, FRAC Auvergne, Clermont-Ferrand, 25 pages, noir et blanc,  (ISBN 2-907672-05-3).
- 1996 - The Stutterer, Édité par Mathieu Dupuy, Honfleur, édition limitée de 101 exemplaires numérotés, 25 pages, noir et blanc et couleur, anglais.
- 1997 - L'art est ci, l'art est là, Francesco Milani, Verona, 65 pages, noir et blanc et couleur.
- 1997 - Sans titre - Titre : Sans Œuvres, Francesco Milani, Verona, 65 pages, noir et blanc et couleur.
- 1997 - Anagrammaire, Édition A bruit secret, Dunkerque, 58 pages, couleur.
- 1999 - Jean Dupuy chez Conz, Édition FRAC Bourgogne, 80 pages, noir et blanc et couleur, français/anglais.
- 2000 - Sans queue ni tête, Galerie Commune, Tourcoing, 56 pages, couleur, français/anglais,  (ISBN 2-9514794-1-7).
- 2002 - Chez Olgadorno à Puerto Rico, Édition FRAC Bourgogne, 24 pages, couleur,  (ISBN 2-913994-08-3).
- 2002 - Mimi Lulu (Anagrammaire 2), Édition FRAC Bourgogne, 24 pages, couleur,  (ISBN 2-913994-02-4).
- 2002 - Pierres, Coédition FRAC Bourgogne et ministère de la Culture, 1000 exemplaires, 45 pages, couleur,  (ISBN 2-913994-09-1).
- 2003 - Anagram bookshop, Emily Harvey Gallery, New York, 48 pages, couleur, anglais.
- 2006 - Un ton de mon cru, Semiose éditions, 82 pages, couleur,  (ISBN 978-2-915199-20-8).
- 2006 - Les Tons de son cru, Coédition FRAC Bourgogne et ministère de la Culture, 700 exemplaires, 64 pages, couleur,  (ISBN 978-2-913994-23-2).
- 2008 - Itératio, Édition FRAC Bourgogne, 64 pages, couleur,  (ISBN 978-2-913994-29-4).
- 2008 - Sédimentations, Édition FRAC Bourgogne, couleur,  (ISBN 978-2-913994-29-4).
- 2008 - Rouge et Blanc, Semiose éditions, 14 pages, couleur,  (ISBN 978-2-915199-39-0).
- 2008 - À la bonne heure, Textes de Michel Giroud, Eric Mangion et Arnaud Labelle-Rojoux, Semiose éditions, Villa Arson, Villa Tamaris, MAMAC (Nice), FRAC Bourgogne (Dijon),  (ISBN 978-2-915199-35-2).
- 2008 - En quatrième vitesse, Textes de Robert Bonaccorsi et Erik Verhagen, Semiose éditions, Villa Arson, Villa Tamaris, MAMAC, Nice, FRAC Bourgogne, Dijon  (ISBN 978-2-915199-36-9)

### Ouvrages collectifs
- 1968 - Some More Beginnings, E.A.T., 122 pages, noir et blanc, anglais.
- 1968 - The Machine, Museum of Modern Art, New York, Textes de Karl Gunnar Pontus Hulten, 218 pages, noir et blanc et monochrome bleu, anglais.
- 1980 - Collective Consciousness: Art Performances in the Seventies, écrit par Jean Dupuy, Performing Arts Journal Publications, New York, Édition à 3000 exemplaires, 245 pages, noir et blanc, (978-0933826274).
- 2010 - Le Printemps de Septembre à Toulouse, Édition le Printemps de Septembre, 159 pages, couleur,  (ISBN 978-2-9533753-2-9).
- 2012 - La Plasticité du Langage - à la Fondation Hippocrène, Beaux-Arts éditions, 50 pages, couleur,  (ISBN 978-2-84278-958-9).

## Collections publiques
- Fonds National d’Art Contemporain, Puteaux, France
- Centre Pompidou - Musée National d'Art Moderne, Paris, France
- Fonds Régional d'Art Contemporain Bretagne, Rennes, France
- Fonds Régional d'Art Contemporain Bourgogne, Dijon, France
- MAC, Lyon, France
- The Barnes Foundation, New York, USA
- The Emily Harvey Foundation, New York, USA
- The Lannan Foundation, Miami, USA
- Universcience / La Cité des Sciences et de l'Industrie, Paris, France
- (en) « Dupuy, Jean », sur fondazionebonotto.org (consulté le 30 octobre 2023)